# Musikjahr 1590
Liste der Musikjahre

◄◄ | ◄ | 1586 | 1587 | 1588 | 1589 | Musikjahr 1590 | 1591 | 1592 | 1593 | 1594 | ► | ►►

Weitere Ereignisse
Dieser Artikel behandelt das Musikjahr 1590.
Der späte italienische Madrigalstil, wie er von Carlo Gesualdo, Luzzasco Luzzaschi, Claudio Monteverdi, Luca Marenzio, Philippe de Monte und anderen vertreten wird, erreicht seinen Höhepunkt.

## Ereignisse
- Ägidius Bassengius tritt in den Dienst des österreichischen Erzherzogs Maximilian III., der um diese Zeit Großmeister des Deutschen Ritterordens ist und seine Residenz in der Burg von Wiener Neustadt hat. Bassengius erhält die Stelle eines Kapellmeisters der Hofmusik. Wie sich aus dem Ehematrikel der dortigen Dompfarrei ergibt, hat der Komponist hier im gleichen Jahr geheiratet.
- Emilio de’ Cavalieri inszeniert das Hirtenspiel Aminta von Torquato Tasso, wahrscheinlich mit seiner eigenen Musik, für die Medici beim Karneval in Florenz.
- Baldassare Donato, der seit 1580 die Kapellmeister am Dom zu Padua war, kehrt 1590 wieder an den Markusdom in Venedig zurück, wo er bis zu seinem Ableben in der Nachfolge von Gioseffo Zarlino die Stelle als Erster Kapellmeister innehat.
- Gaspar Fernandes, der seine musikalische Ausbildung in seiner Heimatstadt in Évora in Portugal erhielt, ist hier 1590 als Sänger und Organist der Kathedrale bezeugt.
- Jacobus Florius wirkt 1590 als Kapellmeister im Dienst des österreichischen Erzherzogs Matthias.
- Giovanni Gabrieli veranlasst die posthume Veröffentlichung von Werken seines Onkels Andrea Gabrieli in Venedig.
- Carlo Gesualdo erfährt 1590 von einer Affäre seiner Ehefrau, Maria d’Avalos. Gesualdo und seine Vertrauten greifen zu einer List, um sie des Ehebruchs zu überführen: Sie geben vor, einen Jagdausflug zu machen, kehren jedoch noch am selben Abend zurück und ertappen das Liebespaar in flagranti. In Folge kommt es zu drei Morden, deren genaue Täterschaft ungeklärt ist: Neben Gesualdos Frau sterben ihr Liebhaber, Fabrizio Carafa, und eine kleine Tochter, deren Vaterschaft unklar ist, in dieser Nacht. Eine gerichtliche Untersuchung bleibt folgenlos, da „Ehrenmorde“ unter Adligen nicht gesühnt werden. Gesualdo flieht jedoch, um der Rache der Familien der Opfer zu entgehen, und verbringt die nächsten vier Jahre im gleichnamigen Schloss Gesualdo.
- Orlando Gibbons ist in der Zeit von 1590 bis 1599 Sänger am King’s College in Cambridge.
- Mikołaj Gomółka befindet sich spätestens ab 1590 am Hofe des Kanzlers Jan Zamoyski, der ein großzügiger Mäzen ist.
- Francisco Guerrero, der ab dem 14. August 1588 eine Reise in das Heilige Land unternahm, von der er Anfang Januar 1589 zurückkehrte, schildert die Erlebnisse dieser Reise in seinem Reisebericht Viage de Hierusalem von 1590.
- Adam Gumpelzhaimer und seine Frau erlangen 1590 das Augsburger Bürgerrecht.
- Hans Leo Haßler veröffentlicht 1590 seine erste Sammlung Canzonette a quatro voci.
- Claude Le Jeune kann 1590 – nach den gewaltsamen Auseinandersetzungen aufgrund der Ermordung von König Heinrich III. im Vorjahr – mit Hilfe des Musikers Jacques Mauduit gerade noch Paris verlassen sowie seine wertvolle Sammlung unveröffentlichter Kompositionen mitnehmen. Hierzu gehört auch Dodecachorde, ein Zyklus von Psalmvertonungen, der dann später (1598) in La Rochelle veröffentlicht wird.
- Valentin Haussmann, der zunächst als freischaffender „Musicus“ im Land umherreiste, erhält 1590 eine Anstellung als Organist in seiner Geburtsstadt Gerbstedt, wo er in dieser Zeit auch Ratsherr ist.
- Giovanni de Macque bekommt im Mai 1590, nach einem vorübergehenden Aufenthalt in Rom, die Stelle des zweiten Organisten an der Kirche Santissima Annunziata in Neapel.
- Thomas Mancinus, der im Dezember 1583 zum Kapellmeister des Herzogs Heinrich Julius von Braunschweig-Wolfenbüttel ernannt wurde, vergrößert unter seiner Leitung die Hofkapelle bis 1590 von acht auf 17 Mitglieder, dazu kommen noch 12 Trompeter und Pauker.
- Tiburtio Massaino wird etwa 1590 von Erzbischof Wolf Dietrich von Raitenau als Kapellmeister nach Salzburg berufen.
- Leonard Meldert, der von September 1581 bis März 1590 Kapellmeister in Urbino war, wird zum 1. April 1590 Kapellmeister am Dom von Orvieto.
- Claudio Monteverdi wird 1590 an den Hof des Herzogs Vincenzo I. Gonzaga als Sänger und Violist nach Mantua bestellt, wo er 22 Jahre lang bleiben wird. Er findet dort mit einem vollständigen Orchester und herausragenden Solisten außergewöhnlich gute Bedingungen vor.
- Giovanni Battista Mosto, der 1589 an der venezianische Kirche Santa Maria Gloriosa dei Frari wirkte, kommt 1590 in den Dienst des Prinzen Sigismund Báthory von Transsilvanien nach Weißenburg, um dort eine Hofkapelle mit italienischen Musikern zu gründen.
- Peter Philips, der 1585 als Musiker in die Dienste von Baron Thomas Paget getreten war und mit ihm in den nächsten Jahren halb Europa bereiste, lässt sich 1590 – nach Pagets Tod – in Antwerpen nieder.
- Philippe Rogier macht im Jahr 1590 eine Reise nach Flandern, um für seine Kapelle neue Sänger anzuwerben.
- Nikolaus Selnecker wird 1590 Superintendent in Hildesheim.
- Jan Pieterszoon Sweelinck heiratet 1590 die Regenttochter Claesgen Dircxdochter Puijnder († 2. Januar 1637) aus Medemblik, was Anlass für eine Gehaltserhöhung ist. Stadt und Kirche einigen sich darauf, Sweelincks Gehalt auf jährlich 400 Gulden zu verdoppeln und ihm eine freie Amtswohnung in der Koestraat, auf dem Gelände eines ehemaligen Klosters, zu gewähren. Fortan ist Sweelinck der bestbezahlte Organist der Republik. Für seine Improvisationen auf der Orgel und dem Cembalo ist Sweelinck so bekannt, dass Besucher von weither kommen, um den Orpheus von Amsterdam zu hören. Sein Orgelspiel gehört zu den Hauptattraktionen der Stadt. Ab etwa 1590 bürgert sich vor allem in den Wintermonaten die Tradition ein, dass Sweelinck abends um 18 Uhr auf der Orgel improvisiert, was viele Kaufleute und Vertreter der städtischen Elite anzieht.
- Ludovico Zacconi nahm im Juli 1585 eine Stellung am Hof des Erzherzogs Karl II. an, die er bis zu Karls Tod im Jahre 1590 behält. Daraufhin geht Zacchoni an den Hof Wilhelms V. von Bayern, dessen Hofkapelle von Orlando di Lasso geleitet wird.
- Cesare de Zacharia wirkt in verschiedenen Städten Süddeutschlands, um 1590 zunächst in München.

## Instrumental- und Vokalmusik (Auswahl)

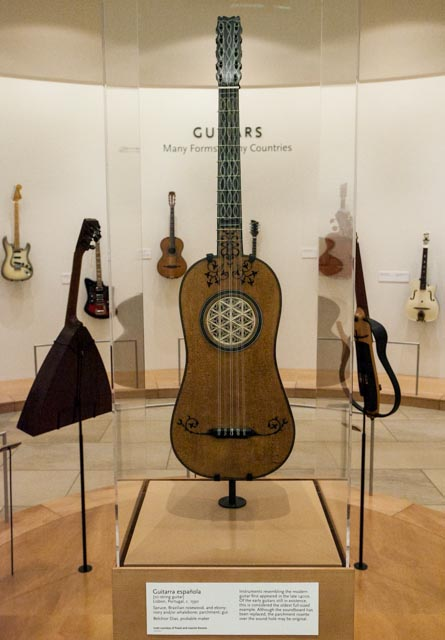
Guitarra española (16th century guitar)

- Gregor Aichinger – Sacrae cantiones..., Venedig: Angelo Gardano (enthält auch einige Madrigale)
- Blasius Amon – Sacrae Cantiones, München: Adam Berg
- Felice Anerio – erstes Buch der Madrigale zu sechs Stimmen, Venedig: Ricciardo Amadino
- Giammateo Asola – Vespertina omnium solemnitatum psalmodia zu zwölf Stimmen, Venedig: Ricciardo Amadino (enthält auch zwei Magnificats, ein Salve Regina, eine Messe und fünf Laudi)
- Paolo Bellasio – erstes Buch der Madrigale zu sechs Stimmen, Venedig: Angelo Gardano
- Valerio Bona – Litaniae et aliae laudes B. Mariae Virginis zu vier Stimmen, Mailand: Francesco Tini
- Giovanni Croce
  - erstes Buch der Madrigale zu sechs Stimmen, Venedig: Giacomo Vincenti
  - erstes Buch der Mascarate piacevole et ridicolose per il carnevale zu vier bis acht Stimmen, Venedig: Giacomo Vincenti

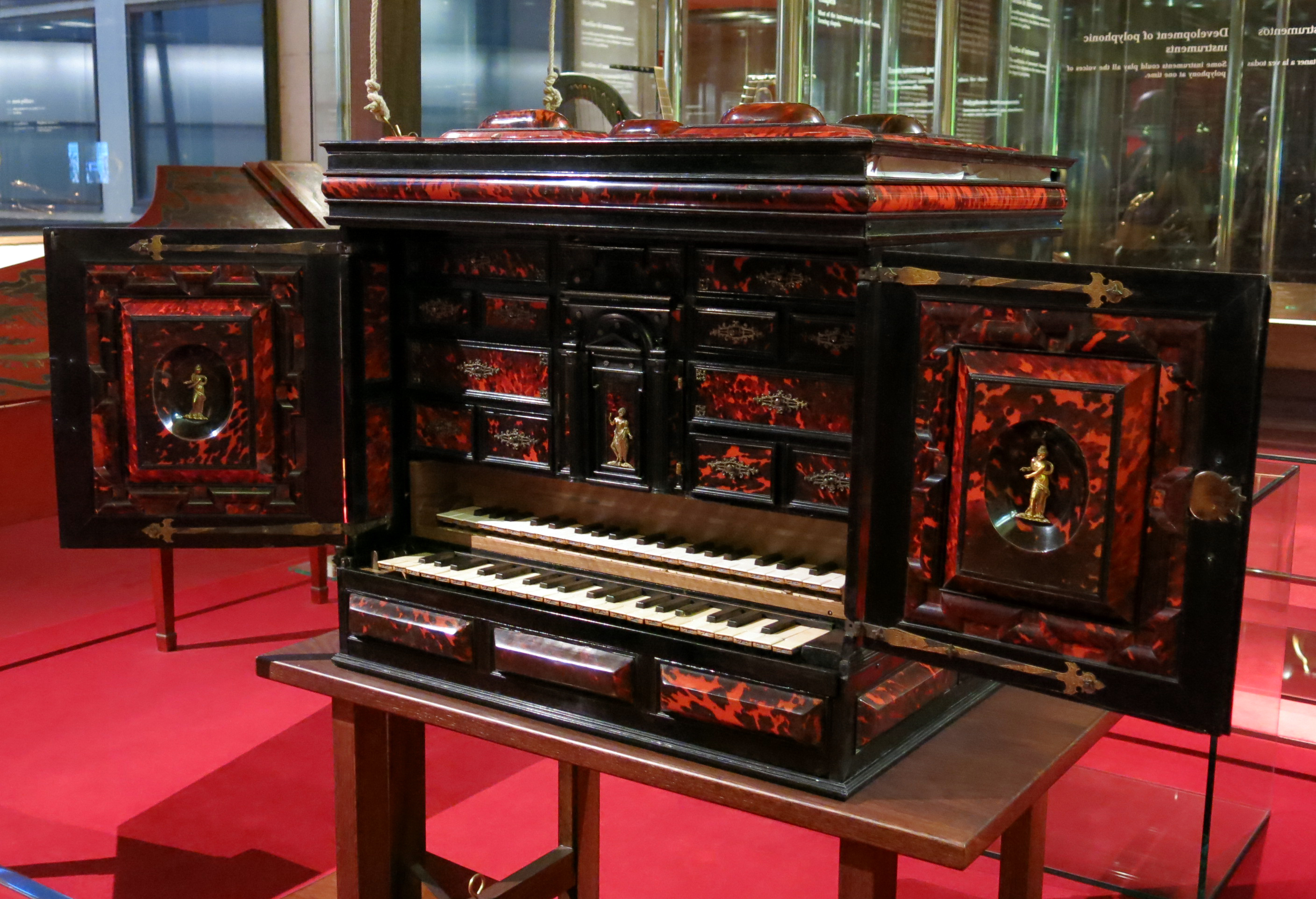
015 Museu de la Música, claviorgue Hauslaib

- Giovanni Croce – Mascarate piacevoli et ridicolose per il carnevale
- Girolamo Dalla Casa – zweites Buch der Madrigale zu fünf Stimmen, Venedig: Ricciardo Amadino
- Philippe Duc
  - „Dite signori miei“ zu acht Stimmen, in Tertius gemmae musicalis liber […], Nürnberg 1590
  - „Sacre muse beate“ zu acht Stimmen, in Tertius gemmae musicalis liber […], Nürnberg 1590
- Noé Faignient – 1 flämisches Lied in „Neue liebliche teutsche Liedlein“, Nürnberg 1590
- Jacobus Florius – Motette „In illo tempore“ zu sieben Stimmen, in Corollarium cantionum sacrarum, Nürnberg1590
- Giovanni Gabrieli publishes works in the cori spezzati style, in Venice.
- Jacobus Gallus
  - Opus musicum, volume 4 (Prague: Georg Nigrinus)
  - Harmoniarum moralium for four voices, book 2 & 3 (Prague: Georg Nigrinus)
- Hans Leo Haßler – Canzonette (Nürnberg 1590, Staats- und Stadtbibliothek Augsburg Tonk. Schl. 231-234, RISM H 2325)
- Hans Leo Hassler – Canzonette for four voices (Nuremberg: Katharina Gerlach)
- Paolo Isnardi – First book of masses for six voices (Venice: heirs of Girolamo Scotto)
- Orlando di Lasso, Franco-Flemish composer, publishes Neue teutsche, unnd etliche frantzösische Gesäng, a collection of secular songs for six voices, in Munich
- Orlande de Lassus, Franco-Flemish composer – Neue teutsche, unnd etliche frantzösische Gesäng for six voices (Munich: Adam Berg)
- Cristofano Malvezzi – Second book of madrigals for five voices (Venice: Giacomo Vincenti)
- Tiburtio Massaino – Third book of motets for five voices (Venice: Angelo Gardano)
- Tiburtio Massaino – Motectorum … liber tertius, 5vv (1590)
- Rinaldo del Mel – „Il primo libro delli madrigaletti a tre voci novamente rimessi insieme“, Mailand 1590 (nicht identisch mit dem Primo libro delli madrigaletti von 1593) Leonard Meldert – „Responsori del natale“, Urbino 1581–1590
- Philippe de Monte
  - Il terzo libro de madrigali spirituali zu sechs Stimmen, 1590
  - Il quartodecimo libro delli madrigali zu fünf Stimmen, 1590
- Philippe de Monte
  - Third book of madrigali spirituali for six voices (Venice: Angelo Gardano)
  - Fourteenth book of madrigals for five voices (Venice: Angelo Gardano)
- Claudio Monteverdi – Il secondo libro de madrigali a cinque voci di Claudio Monteverde Cremonese discepolo del Sig.r Ingegneri (Second book of madrigals for five voices) (Venice: Angelo Gardano)
- Claudio Monteverdi – Il secondo libro de madrigali a cinque voci di Claudio Monteverde Cremonese discepolo del Sig.r Ingegneri – (second book of madrigals a5) (published in Venice).
- Giovanni Battista Mosto – Motecta liber primus, 5 stimmig (Venedig, 1590)
- Giovanni Pierluigi da Palestrina
  - „Missarum liber quintus quatuor, quinque, ac sex vocibus concinendarum“, Rom 1590
  - „Missarum cum quatuor vocibus, liber primus“, Venedig 1590
- Giovanni Pierluigi da Palestrina – Fifth book of masses for four, five, and six voices (Rome: Giacomo Bericchia for Francesco Coattino)
- Giovanni Pierluigi da Palestrina publishes his fifth book of masses, in Rome.
- David Palladius
  - Nuptiales cantiones, a book of wedding music, published in Wittenberg by Johann Franck, printed by Matthäus Welack
  - Ein neue Lied dem Hochwirden in Gott..., published in Magdeburg by Johann Franck
- Andreas Pevernage
  - Second book of chansons for five voices (Antwerp: Christophe Plantin)
  - Third book of chansons for five voices (Antwerp: Christophe Plantin)
- Andreas Pevernage
  - 2 Bicinien, in „Bicinia“, Antwerpen 1590
  - „Livre second des chansons“ zu fünf Stimmen, Antwerpen 1590
  - „Livre troisième des chansons“ zu fünf Stimmen, Antwerpen 1590
- Jakob Regnart – 9 Motetten in Novae cantiones sacrae zu vier bis sechs Stimmen, Douai 1590
- Teodoro Riccio – Sammlung von Musikstücken (ohne weitere inhaltliche Zuordnung), Ansbach, 1590
- Joannes Tollius – „Motecta de dignitate et moribus sacerdotum, liber primus“ zu drei Stimmen, Venedig 1590, verschollen
- Orfeo Vecchi – Masses, Sunday Vespers psalms, Magnificat, motets, and polyphonic psalms for eight voices (Milan: Francesco & the heirs of Simon Tini)
- Orazio Vecchi publishes a book of motets for 10 voices, in Venice.
- Orazio Vecchi publishes a book of motets for 10 voices, in Venice.
- Cornelis Verdonck – 3 Madrigale und 1 Chanson in der Sammlung Bicinia, sive cantiones suavissimae duarum vocum zu zwei Stimmen, Antwerpen 1590
- Thomas Watson – The first sett, Of Italian Madrigalls Englished, London
- Cesare de Zacharia – Liebliche vnd kurtzweilige Liedlein, mit vier Stimmen, München 1590

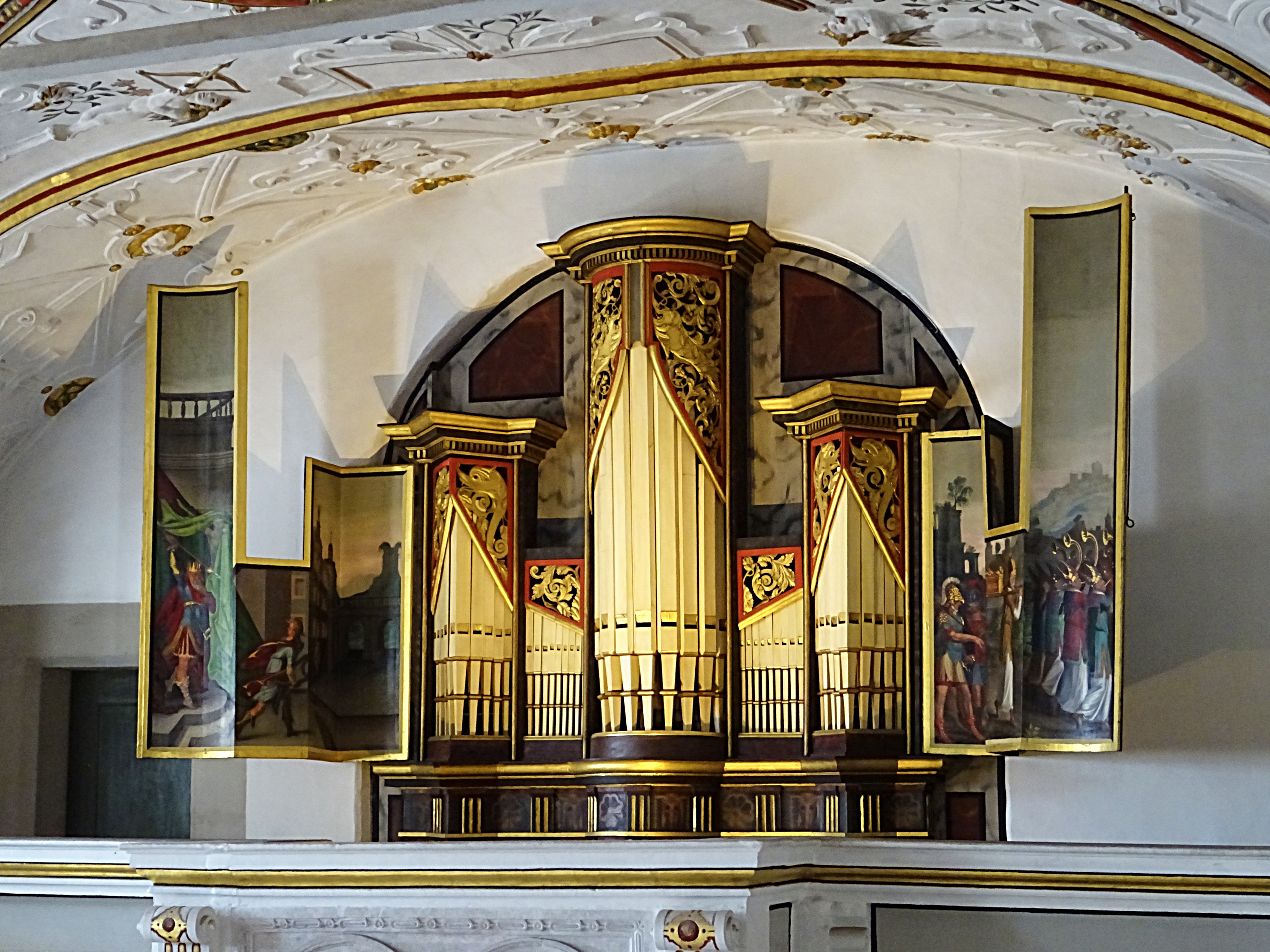
Renaissance-Orgel von Daniel Meyer (Göttingen, 1590) in der Schlosskirche von Schloss Wilhelmsburg (Schmalkalden)

## Instrumentenbau
- The serpent is invented by Canon Edmé Guillaume in Auxerre, France – it was a common instrument in Western European churches for the next several hundred years.
- Die Schlange wurde von Canon Edmé Guillaume in Auxerre, Frankreich, erfunden – sie war in den nächsten Jahrhunderten ein weit verbreitetes Instrument in westeuropäischen Kirchen.

## Geboren

### Geburtsdatum gesichert
- 03. Juli: Lucrezia Orsina Vizzana, italienische Komponistin († 1662)
- 12. September (getauft): Georg Herold, deutscher Rotschmied, Stück- und Glockengießer († 1632)
- 08. Oktober: Zacharias Hestius, deutscher Pfarrer., Kantor und Vizekapellmeister der Dresdner Hofkapelle († 1669)

### Genaues Geburtsdatum unbekannt

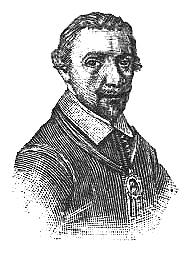
Johann Schop

- Manuel Machado, portugiesischer Komponist († 1646)
- Richard Mico, englischer Komponist († 1661)
- Giovanni Giacomo Porro, italienischer Komponist, Kapellmeister und Organist († 1656)

### Geboren um 1590
- Caterina Assandra, italienische Komponistin und Benediktinerin († nach 1618)
- Artus Auxcousteaux, französischer Komponist († 1656)
- Jonkheer Jacob van Eyck, niederländischer Musiker († 1657)
- Johann Schop, deutscher Komponist († 1667)

## Gestorben

### Todesdatum gesichert

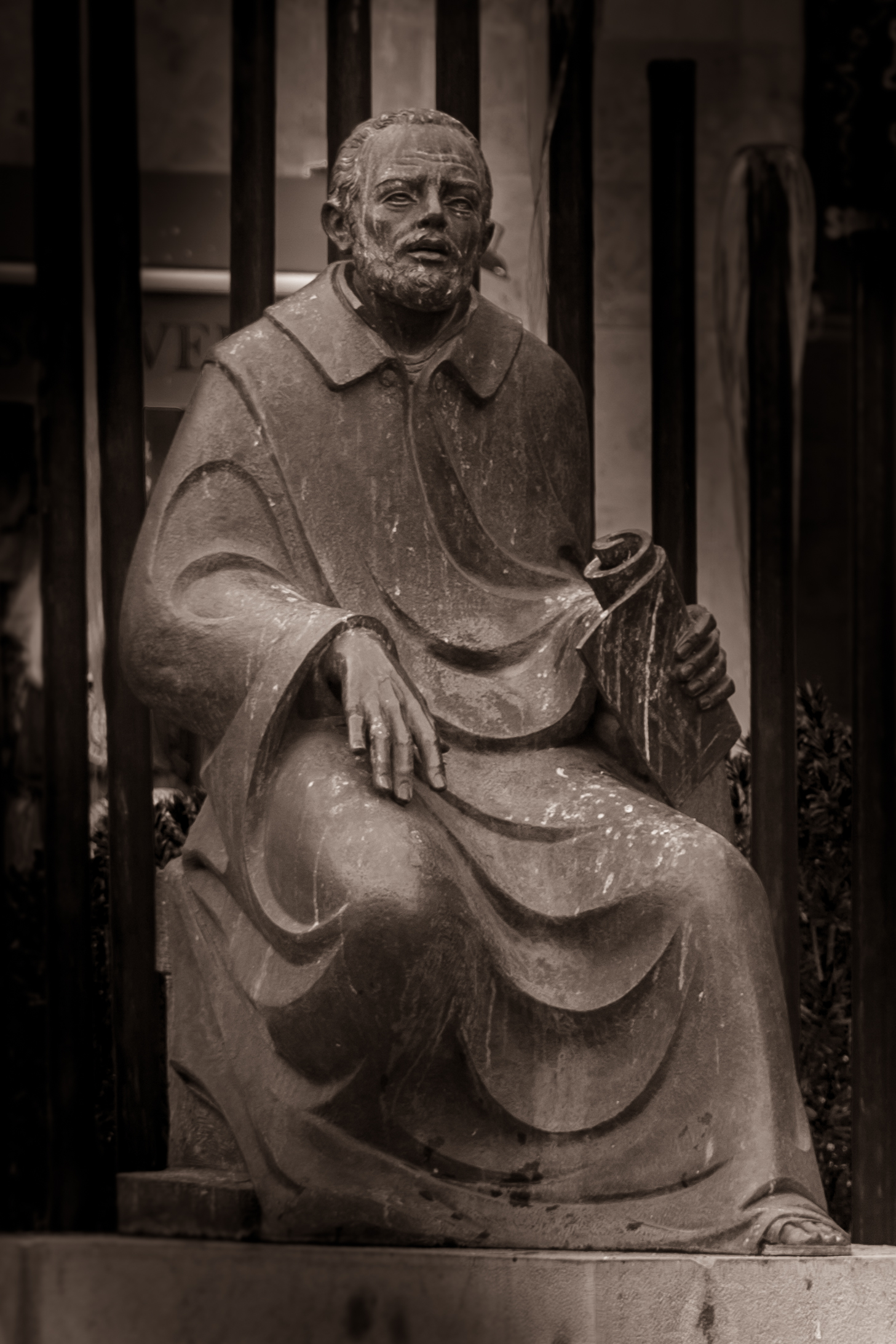
Francisco de Salinas, Denkmal in Salamanca; † 13. Januar

- 13. Januar: Francisco de Salinas, spanischer Musiker, Organist, Musiktheoretiker und Lehrer (* 1513)
- 14. Februar: Gioseffo Zarlino, italienischer Musiktheoretiker und Komponist (* 1517)
- 21. Februar: Franz Eler, deutscher Musikschriftsteller und Pädagoge (* zwischen 1550 und 1560)
- 12. April: Samuel Apiarius, Schweizer Buchdrucker und Musikverleger (* um 1530)
- 00. Juni: Blasius Amon, österreichischer Sänger, Komponist und Franziskaner (* um 1558)
- 20. September: Lodovico Agostini, italienischer Komponist, Sänger, Priester und Lehrer (* 1534)

### Genaues Todesdatum unbekannt
- Guillaume Mazuel, französischer Instrumentalmusiker (* 1541)